# Wilhelm Teuscher
Wilhelm Teuscher (1834 - 1903), was een Zwitsers politicus.
Wilhelm Teuscher was lid van de Radicale Partij (voorloper van de huidige Vrijzinnig Democratische Partij. Hij was ook lid van de Regeringsraad van het kanton Bern.
Wilhelm Teuscher was van 1 juni 1873 tot 31 mei 1874, van 1 juni 1875 tot 31 mei 1876 en van 1 juni 1877 tot 31 mei 1878 voorzitter van de Regeringsraad (dat wil zeggen regeringsleider) van het kanton Bern.